# Haemodorum venosum
Haemodorum venosum är en enhjärtbladig växtart som beskrevs av Terry Desmond Macfarlane. Haemodorum venosum ingår i släktet Haemodorum och familjen Haemodoraceae. Inga underarter finns listade.